# Terminaler transversaler Extremitätendefekt
Ein Terminaler transversaler Extremitätendefekt ist eine sehr seltene angeborene Skelettdysplasie (Fehlbildung) mit Fehlen von Teilen der Extremitäten. Bei diesem Reduktionsdefekt fehlt das gesamte Gewebe unterhalb einer bestimmten Ebene (transversal) wie bei einer Amputation (Peromelie). Typischerweise liegen keine weiteren Defekte oder Anomalien vor.
Synonyme sind: Terminale Querdefekte; Transversale Fehlbildungen; Peromelie

## Vorkommen
Die Häufigkeit wird mit 7,9 auf 10.000 Lebendgeburten angegeben. Die oberen Extremitäten sind häufiger betroffen. Nach anderen Angaben beträgt die Häufigkeit 1 auf 12.369, davon 85,6 % Unterarm, häufiger links als rechts.

## Einteilung
Die aktuelle Klassifikation der Extremitätenfehlbildungen von A. B. Swanson aus dem Jahre 1976 findet sich im Artikel über Dysmelie. Nach betroffenen Körperabschnitten kann unterschieden werden:
- Aphalangie (Fehlen von Finger- oder Zehengliedern)
- Adaktylie (Fehlen von Fingern oder Zehen)
- Acheirie (Fehlen der Hand)[5]
- Acheiropodie
- Amelie (Fehlen von Gliedmaßen)
- Apodie (Fehlen des Fußes)[6]
- Angeborenes beidseitiges Fehlen der Unterarme und Hände[7]
- Angeborenes beidseitiges Fehlen der Unterschenkel und Füße[8]

## Ursache
Amniotische Bänder gelten als die häufigste Ursache, Amniotisches-Band-Syndrom (Schnürring-Syndrom).
Mögliche weitere Ursachen sind:
- andere Durchblutungsstörungen während der Schwangerschaft
- Teratogene Substanzen (z. B. Thalidomid, Vitamin A)
- Chromosomenanomalien.

Peromelien treten gehäuft bei Nikotin- oder Alkoholabusus der Schwangeren und nach Chorionzottenbiopsie auf.

## Im Rahmen von Syndromen
Bei einigen Syndromen sind Extremitätendefekte wesentliches Merkmal:
- Adams-Oliver-Syndrom
- Femur-Fibula-Ulna-Syndrom
- Fibula-Aplasie-Ektrodaktylie-Syndrom[10]
- Gollop-Wolfgang-Syndrom
- Hay-Wells-Syndrom
- Oro-akraler-Fehlbildungskomplex
- Radiusaplasie-Tibiahypoplasie-Syndrom[11]
- Tibia-Aplasie-Ektrodaktylie-Syndrom
- Ulna-Hypoplasie-Spaltfuß-Syndrom[12]

## Klinische Erscheinungen
Die Amputationsebene liegt meist in Gelenknähe, am Unterarm meist knapp unterhalb des Ellbogengelenkes oder des Handgelenkes. Der Stumpf hat meist eine gute Weichteildeckung, eventuell mit kleinen Einziehungen oder Ausstülpungen („Fingerbürzel“). Die Sehnen reichen bis zur Stumpfspitze und können dort die Weichteile bewegen.

## Diagnostik
Das klinische Bild ist eindeutig, eine Röntgenuntersuchung dokumentiert den genauen Zustand des Skelettes. Mitunter kann die Unterscheidung zwischen transversalem und kombiniert longitudinalem Defekt schwierig sein.

## Therapie
Die Behandlung richtet sich zunächst auf Förderung der Greif- und Tastfunktionen des Stumpfes. Kontrakturen bedürfen der Bewegungs- und Dehnübung. Im Alter von wenigen Jahren sollte die erste prothetische Versorgung beginnen. Operative Eingriffe sind meist nicht erforderlich.

## In der Tiermedizin
Peromelien kommen auch bei Tieren vor.